# 테카맨 블레이드
〈테카맨 블레이드〉(일본어: 宇宙の騎士テッカマンブレード, Tekkaman blade)는 1992년 타츠노코 프로덕션의 네기시 히로시 감독과 톰 와이너에 의해서 만들어진 애니메이션으로 총 49부작으로 TV 도쿄에서 방송된 애니메이션이다. 이 애니메이션은 75년 타츠노코의 작품 《우주의 기사 테카맨》을 리메이크한 작품으로서 일부설정을 모티브로 따왔고 기본적으로는 SF 메카닉 액션의 장르이지만 주인공을 중심으로한 인물들과의 비극적인 스토리전개 방식을 설정하여 비장미가 넘치는 작품이다. 또한 비극적인 스토리에 잘어울리는 배경음악,오프닝,엔딩이 단연 돋보인다. 2년후 1994년에 OVA인 테카맨 블레이드 2가 총 6화로 만들어졌다. 국내에는 처음으로 1993년 1월에 토토 프로덕션에서 《우주의 기사 데카맨 블레이드》라는 제목으로 처음 비디오로 출시했고 후에 1998년 SBS에서 《우주의 기사 테카맨》이라는 제목으로 한 차례 방영을 했다.

## 줄거리
때는 연합우주력 192년, 라담이라는 외계생명체가 ORS(오비탈링시스템)을 점거하고 ORS를 전진기지로 삼아 지구를 침략하고 그와 동시에 테카맨이라는 알 수 없는 병기가 ORS에서 라담충과 싸운다. 라담충과 싸우던 '테카맨'은 또 다른 테카맨인 테카맨 대거와 싸우다 공격을 당하고 지구로 추락하게 되면서 이야기를 전개한다. 스페이스 나이츠 소속인 아키와 노알이 지구에 심어진 라담수에 관해 조사를 벌이던중 우연히 대거에게 당하고 추락하고있던 '테카맨 블레이드'를 목격하게 되고 그를 구해낸다. 추락한 그 남자는 자신의 이름조차도 기억을 못하는 기억상실에 걸렸다고 말하고 그 과정에서 스페이스 나이츠와 다툼이 생긴다. 이때 노알이 그에게 ' D-BOY(Dangerous Boy'의 약칭)' 을 붙여주게된다. 하지만 그가 라담과 싸울시 크리스탈을 이용해 '테카맨 블레이드'로 변신하여 엄청난 파워로 싸울수있는걸 알게되면서 스페이스 나이츠 소속 대장 프리만이 그에게 같이 협력하여 지구를 구할 것을 요청한다. 이러면서 정식으로 '스페이스 나이츠'라는 지구방위본부가 생기게 된다. 그 후 디보이의 쌍둥이 남동생 아이바 신야, 여동생 아이바 미유키의 등장으로 디보이의 정체가 드러나게된다. 그의 본명은 '아이바 타카야', 그는 기억을 잃지도 않았으며 그는 3년 전 우주조사를 하러갔다 행방불명이 되어버린 타이탄 조사선에 그의 일가족들이 모두다 승선하였던것도 밝혀지게된다. 아이바 일가는 우주조사를 하던중 외계생명체 라담에 의해 납치되어 라담의 병기 '테카맨'이 되어버렸다는걸 밝힌다. 타카야는 그의 아버지 아이바 코조에 말에 따라 테카맨이 되어버린 자기가족들을 직접 죽여야함을 듣고서 구출되고 탈출되는 6개월 동안 일가족들은 테카맨의 유능한 병기로 만들어지게된다. 라담의 의해 조종받는 그의 일가족과 싸워야 하는 타카야. 그의 여동생 미유키도 불완전한 테카맨이되어 지구로 탈출하여 타카야와 만나려고 노력한다. 오랜만의 여동생과의 만남, 하지만 타카야는 여동생으로부터 그녀가 불완전한 테카맨이라서 곧 죽을것임을 말하고 라담에 관한 모든 비밀을 스페이스 나이츠에게 알려주게된다. 그 뒤로 새로 또 각성한 테카맨 액스, 랜스, 소드와함께 테카맨 에빌이 지구 총공격을 시작하자 미유키는 목숨을 걸며 위기에 빠진 스페이스 나이츠를 구하기 위해 싸우게되나 결국 죽음을 맞이하게 되고 스토리상으로도 큰 전기를 맞게된다. 이때를 기점으로 이야기가 절정으로 치닫게되면서 내용상으로 1기와 2기가 구분된다. 적 테카맨들의 의한 총공격으로 스페이스 나이츠가 파괴된후 5개월 동안 행방불명이였던 타카야가 노알 앞에 다시 나타나면서 스페이스 나이츠본부와 극적인 재회를 하면서 본격적으로 라담에 대한 공격을 준비하게 된다. 그러던중 타카야는 자신도 불완전한 테카맨이기에 테크시스템이 몸에 맞지않아 몸 조직세포들이 붕괴됨을 알게되고 그에따른 대책으로 프리만이 테카맨의 진화형태인 ' 블래스터 테카맨'이 되기를 권유한다. 블래스터화에 성공한 타카야는 몸조직세포붕괴는 없어졌지만 세포붕괴가 신경계로 넘어가 테카맨으로 변신할 때마다 기억이 사라지게 됨을 알게된다. 그 후 점점 기억을 상실하여 자기의 별명인 디보이라는 이름까지 잊게되는 타카야는 자기의 쌍둥이 남동생 신야(테카맨 에빌)을 죽이고 자신의 형이자 라담테카맨의 보스격인 테카맨 오메가를 쓰러트리며 지구의 평화를 지켜낸다. 하지만 그는 테카맨으로 인한 몸 부작용때문에 기억력을 모두잃고 하반신 마비가 되었음을 암시하며 스토리를 끝내게 된다.

## 등장인물

### Tekkaman

#### 아이바 타카야 / D-BOY
- 테카맨 블레이드의 주인공, 테카맨 블레이드로 변신한다. 불완전해서 변신시간이 30분으로 제한되어 있다.

등장 초반에 자신이 기억상실증에 걸렸다고 하지만 나중에 거짓임이 들통나게되고 그의 정체도 밝혀진다. 몇년 전 우주조사하러갔던
타이탄조사선 일원중 한명이였으며 라담의 의해 테크시스템에 갇혀 테카맨이 되는 과정에서 아버지 코죠에 의해 구출되어 불완전한 테카맨이 되었고 그때문인지 다른 테카맨들과 달리 크리스탈이 초록색이다. 변신 매개물이였던 크리스탈이 대거와의 싸움에서 파괴되어 산산조각 났지만 스페이스 나이츠 일원들의 도움으로 페가스라는 보조로봇으로 테카맨으로 변신할 수 있게되고 후에 블래스터 테카맨이 된다.
자신 혼자서 라담테카맨이 되어버린 동료,가족들을 직접 자신의 손으로 죽여야한다는 숙명에 갇히게된다.

#### 아이바 신야
- 타카야의 쌍둥이 남동생이자 테카맨 에빌로 변신

어렸을적 형인 타카야에게 열등감을 느끼면서 미워하는 마음이 있게된다. 승부욕이 매우 강한편이고 라담에 의해 테카맨이 되어 라담의 조종을 받게된후부터 더욱 증오하는 마음을 키우며 적대적 라이벌관계를 만들어 항상 블레이드를 죽이려한다. 결국 마지막에 블레이드와의 결전에서 최후를 맞으며 정상으로 돌아오지만 죽게된다.

#### 아이바 미유키
- 타카야의 여동생이며 아이바일가중 가장 막내이다. 테카맨 레이피어로 변신한다.

라담에 의해 테카맨이 되지만 체질에 맞지않아 배제된 테카맨, 즉 불완전한 테카맨이 되었고 각성하자마자 라담의 본거지를 탈출하여 지구로와 타카야를 찾는다. 스페이스 나이츠에게 라담에 대한 비밀을 말한다. 지구 총공격때 블레이드와 스페이스 일원들을 구하기 위해 에빌,액스,랜스,소드와 싸우다 장렬히 자폭하며 죽게된다.

#### 아이바 켄고
- 테카맨 오메가로 각성했으며 라담테카맨의 보스이다. 아이바 일가의 장남이다.

블레이드가 도중에 구출되어 테크시스템에 풀려진것을 빼고는 가장먼저 각성한 테카맨이자 테카맨을 총괄하는 보스격이다(무슨 이유에서인지 켄고가 보스가되었는지는 알수가없다). 냉철하면서도 같은 라담테카맨들에게는 신경을 써주는 행동도 보인다. 마지막에 라담우주선을 일으켜 지구로 돌진하려던중 블래스터 테카맨의 볼테카를 맞고 소멸한다.

#### 고다드
- 테카맨 액스로 변신하며 아이바 일가족의 측근이였다.

예전부터 아이바일가와 친하게 지내며 타카야와 신야에게 공수도를 가르쳐준 무술 스승이였다. 그는 원래 전기공학자이나 무술쪽이 더 잘맞는 인물이였다. 블레이드와의 교전중 근접전에서 큰 데미지를 입고 크리스탈을 내주지 않기 위해 볼테카를 이용해서 자살로 죽게된다

#### 프리츠 본 브라운
- 테카맨 대거로 변신

정확한 인물 설명도없고 비중도 적게 나와 잘 알 수 없는 인물이지만 정황상 아이바 일가와 가까웠으며 타카야의 친구였음이 암시된다.
테카맨 오메가에 뒤이어 2번째로 각성했고 맨처음 블레이드와 싸운 테카맨이기도 하다. 블레이드와의 싸움에서 크리스탈을 파괴시킨 장본인. 하지만 최후의 볼테카를 맞고 죽게된다.

#### 몰로토프
- 테카맨 랜스로 변신한다

프리츠와 마찬가지로 정체에 대해선 잘알 수 없는 인물이지만 아이바일가와 친했던것같다. 블래스터화에 성공한 블레이드의 볼테카를 맞고 죽는다.

#### 페가스
크리스탈이 깨진 타카야가 다시 테카맨으로 변신하기 위해서 만들어진 보조 메카. 마지막화에서 오메가의 공격으로부터 블레이드를 지켜주고 산산조각난다.

### Space Nights

#### 아키
스페이스 나이츠의 일원으로 항상 당당하며 맡은일에도 능력있는 여자로 인정받는다. 항상 디보이를 돌봐주며 이해해준다. 스토리 전개에서 디보이와 애정관계로 발전하게 된다. 마지막에 불구가 된 디보이를 돌봐준다.

#### 하인리히 본 프리맨
스페이스 나이츠의 총책임자이고 성격이 냉철해서 항상 최선의 판단을 내리려고한다. 디보이의 정체를 알아낸것도 그.
눈이 빨간색인것과 머리가 흰것으로보아 백색증(albinism)을 앓고있는거같다.

#### 밀리
16세의 상냥하고 밝은성격을 가진 꼬마아가씨로 맨 처음 타카야에게 친근하게 다가갔다. 미유키와 닮은외모로 종종 타카야에게 미유키를 생각나게 만들기도 한다. 변신제한시간을 넘긴 블레이드가 사악한 블레이드가 될때에도 그를 정상으로 돌아올 수 있게 도움을 준 것도 밀리 덕분이였다.

#### 혼다
스페이스 나이츠의 메카닉 담당으로 레빈과 함께 항상 붙어다닌다.

#### 레빈
여자같이 생겼으며 게이로 생각하게끔 만드는 남자로 혼다와 함께 메카닉 담당을 맡고있다. 디보이의 터프함에 반해 평소에 디보이를 매우 잘따른다.

## 음악

### 오프닝
1기 "Reason" by Yumiko Kosaka
2기 "Eternal Loneliness"(永遠の孤独) by Yumiko Kosaka

### 엔딩
1기 "Energy of Love" by Yumiko Kosaka
2기 "Lonely Heart" by Yumiko Kosaka

### OST 발매
OST는 총 3번에 걸쳐 발매되었다. OST는 킨사이더에서 전 앨범을 다운받아 들을수있다.
 OST 2 : 宇宙の騎士 テッカマンブレ－ド 1993/02/05
| 제목                       |
| -------------------------- |
| REASON (TVサイズ)          |
| 〈ラダムの來ない日〉第一章 |
| SAND STORM                 |
| 茨の園                     |
| 蜘蛛の巢                   |
| 閃光                       |
| 〈ラダムの來ない日〉第二章 |
| SPACE LONELY SOLDIER       |
| 魔空園                     |
| レイピア                   |
| 追憶の戰士                 |
| 月下の二人                 |
| ふたたびの…                |
| 〈ラダムの來ない日〉第三章 |
| ENERGY OF LOVE (TVサイズ)  |

 OST 3 : 宇宙の騎士 テッカマンブレ－ド Blue Blue my love lullaby 1993/02/05
| 제목                       |
| -------------------------- |
| 永遠の孤獨                 |
| Blue Blue my love lullaby  |
| 未知の地平線               |
| 標的は踊る                 |
| 運命の風 -WIND OF DESTINY- |
| 永遠の終り                 |
| 午前0時                    |
| Meditation                 |
| 月は地獄だ！               |
| 宇宙翔ける騎士             |
| 虛空の翼                   |
| 大地は永遠に               |
| Once More Again            |
| 戰いの野に花束を           |
| LONELY HEART               |

## 각 화별 에피소드 제목
| - 제1화 : 하늘을 나는 초인 - 제2화 : 고독의 전사 - 제3화 : 방위군의 야망 - 제4화 : 이유없는 작전도망 - 제5화 : 나를 죽여라 - 제6화 : 테크세터 불능 - 제7화 : 기동병사 페가스의 탄생 - 제8화 : 수수께끼의 사진기자 - 제9화 : 구출!! 목성 크루 - 제10화 : 전화에서 울려퍼지는 자장가 - 제11화 : D-boy 파일 - 제12화 : 붉은 선율 Evil - 제13화 : 숙명의 형제 - 제14화 : 피를 헤매는 악마 - 제15화 : 마신 소생하다 - 제16화 : 배신자의 정체 - 제17화 : 강철의 구세주 - 제18화 : 영광의 대상 - 제19화 : 마음의 문을 닫은 전사 - 제20화 : 부활! 분노의 변신 - 제21화 : 사랑과 죽음의 예감 - 제22화 : 미유키의 결심 - 제23화 : 상처투성이의 재회 - 제24화 : 찢겨진 각오 - 제25화 : 새로운 악마 | - 제26화 : 죽음을 각오한 싸움 - 제27화 : 살아남은 자들의 유산 - 제28화 : 그리고... 5개월 후 - 제29화 : 전장에 꽃다발을... - 제30화 : 아버지의 옛 모습 - 제31화 : 복수심에 찬 마을 - 제32화 : 기다리는 소녀 - 제33화 : 황야의 재회 - 제34화 : 빛과 그림자의 형제 - 제35화 : 안개속의 적 - 제36화 : 결전!! Axe - 제37화 : 손상돼버린 몸 - 제38화 : 죽음을 향한 미궁 - 제39화 : 블래스터, 가공할 전사 - 제40화 : 사랑과 전투, 그리고 두사람 - 제41화 : 에빌, 되살아난 악마! - 제42화 : 격돌! 붉은 숙적 - 제43화 : 이별의 총탄 - 제44화 : 다가오는 어둠 - 제45화 : 침략자의 진실 - 제46화 : 시간이 멈춰버린 집 - 제47화 : 어둠과 죽음의 운명 - 제48화 : 에빌! 장렬히 죽다 - 제49화 : 다 타버린 생명 [완결] |